# Giorgio Achermann
Giorgio Achermann (Lucerna, 1907 – Erba, 1995) è stato un giornalista e ambientalista svizzero.
È il fondatore del Gruppo naturalistico della Brianza.

## Biografia
Durante la Seconda guerra mondiale, dopo aver svolto il servizio militare in Svizzera, fu corrispondente di guerra nell'area Jugoslava, dove fu testimone dei massacri provocati dagli odii etnici, alla fine della guerra si stabilì in Brianza (Canzo), dove sposò una donna del luogo.
Appassionato escursionista, naturalista e collezionista di fossili, fondò con pochi altri soci nel 1960 il Gruppo naturalistico della Brianza, di cui fu il primo presidente, promuovendo nell'Italia, che in quel periodo si godeva la nascita del boom economico e del consumismo, la difesa dell'ambiente naturale con il motto: difendiamo oggi il mondo di domani, divenendo uno dei pionieri in Italia per lo sviluppo di una coscienza ecologica.

### Attività in difesa dell'ambiente
La sua azione di difesa per l'ambiente era basata su due cardini:
- continui interventi e collaborazioni (quando possibili) a diversi livelli con le amministrazioni locali con richieste di interventi sostenute da campagne di raccolta di firme, contatti con gli organi di stampa e collaborazione ed azioni comuni con altre associazioni aventi simili finalità ambientali (spesso straniere)
- promuovere l'educazioni ambientale a tutti i livelli organizzando numerosi convegni nell'area lariana ed a Milano (sovente presso il Civico Museo di Scienze Naturali), organizzando mostre tematiche naturalistiche e lezioni nelle scuole secondo il suo pensiero: conoscere la natura per amarla e proteggerla.

Poco prima di morire organizzò a Canzo la 69ª Riunione annuale della Società Paleontologica Svizzera.
Tra le battaglie che condusse si ricorda la partecipazione alla mobilitazione capitanata da Orlando Prina, presidente dell'Associazione pescatori del Lago del Segrino, definito dai giornali dell'epoca «guida carismatica» del gruppo, per la difesa del Lago del Segrino. Propose anche l'abolizione della uccellagione e si batté per il divieto del transito di moto da fuoristrada sui sentieri e pascoli di montagna, per la creazione del Parco naturale del Monte Barro e delle Groane, per il divieto di raccolta della flora montana spontanea, l'abolizione della pratica di tiro al piccione in Italia.
Nel 1986 idea, introducendo in Italia pratiche di salvaguardia delle specie già adottate in Svizzera, e mette in opera il primo salvataggio di anfibi in migrazione in Italia, installando una lunga barriera laterale alla trafficatissima strada provinciale costeggiante il Lago del Segrino che ne impedisce l'attraversamento della strada da parte dei rospi, che in precedenza venivano travolti dalle automobili mentre cercavano di raggiungere le rive del lago per la riproduzione. Questa tecnica verrà poi ripresa ed applicata in molte località, per la protezione degli anfibi attorno ai laghi lombardi.
Cercò di contrastare, ancora una volta a fianco di Orlando Prina, l'edificazione della torre del ripetitore di telefonia in cima al Monte Rai, temendo che la costruzione della connessa strada di servizio fornisse il pretesto per una lottizzazione e speculazione sui pendii del versante meridionale del Monte Cornizzolo.
La sua giovanile vocazione giornalistica non lo abbandonò, e la coltivò fondando la rivista ufficiale del Gruppo Naturalistico della Brianza il mensile Natura e Civiltà, di cui in gran parte era anche l'estensore degli articoli e che diresse fino alla morte.
Fino alla morte risiedette a Canzo. A lui è stato dedicato, dopo la sua morte, avvenuta presso il vicino ospedale di Erba, il Sentiero Geologico Naturalistico a Canzo, che Achermann istituì e creò in Val Ravella nel 1980.
Indirettamente, sempre a Giorgio Achermann è riferita la Grotta del Presidente ubicata sopra Albavilla e scoperta da alcuni soci del Gruppo Naturalistico della Brianza, durante una campagna esplorativa speleologica sostenuta da questa organizzazione negli anni ottanta.